# Сингапурская митрополия
Митропо́лия Сингапу́ра и Ю́жной А́зии (греч. Ιερά Μητροπόλις Σιγκαπούρης και Νοτίου Ασίας, англ. Orthodox Metropolitanate of Singapore and South Asia) — епархия Константинопольской православной церкви на территории Сингапура, Индии, Пакистана, Индонезии, Малайзии и претендующая на церковную юрисдикцию в Афганистане, Мальдивских островах, Бангладеш, Непале, Бутане и Шри-Ланке. Епархиальный центр — Сингапур.

## История
Митрополия была образована 9 января 2008 года решением Священного Синода Константинопольской православной церкви, будучи выделена из состава Гонконгской митрополии. В состав новообразованной Сингапурской митрополии Константинопольской Православной Церкви вошли 11 стран Южно-Азиатского региона: Сингапур, Индонезия, Индия, Пакистан, Малайзия, Бангладеш, Афганистан, Шри-Ланка, Непал, Бутан и Мальдивские острова.
На начало 2012 года Сингапурская митрополия насчитывала: 38 православных приходов, на которых совершают служение 22 клирика. Епархия также располагает 2 приютами, 4 детскими центрами, 5 детскими садами, 10 начальными школами, 2 колледжами, 1 богословской семинарией, 1 политехническим факультетом, 8 медицинскими диспансерами и 1 больницей.
3 ноября 2011 года на Сингапурскую кафедру был избран, а 21 ноября хиротонисан во епископа архимандрит Константин (Цилис).

## Епископы
- Нектарий (Цилис) (9 января 2008 — 21 ноября 2011) в/у, митр. Гонконгский
- Константин (Цилис) (с 21 ноября 2011)